# Going to Hell
Going to Hell är det andra studioalbumet av det amerikanska rockbandet The Pretty Reckless. Det släpptes i mars 2014 av Razor & Tie i Nordamerika och av Cooking Vinyl i Europa.

## Bakgrund
17 juni 2013 släppte bandet sin första teaser från sitt andra album, en sångtext video till låten "Follow me down" och låten "Burn" hade premiär en månad senare. Titellåten "Going To Hell" hade premiär på Revolver Magazine's hemsida den 19 september 2013 och släpptes officiellt som singel den 24 september 2013.  En konflikt med skivbolaget gjorde så att The Pretty Reckless lämnade Interscope/Universal och den 24 september, var det meddelat att The Pretty Reckless hade blivit signerade till Razor & Tie. Detta gjorde att släppet av Going To Hell sköts fram ytterligare sex månader. 

## Inspelning
Bandet hade spelat in på Water Music Recording Studio i Hoboken, New Jersey när studion blev förstörd av orkanen Sandy i oktober 2012. De förlorade mycket av sin utrustning och inspelningar av låtar menade för Going to Hell. Efter det var de tvungna att spela in många låtar de jobbat med, på nytt.

## Låtlista
| Nummer | Titel                                    | Kompositör(er)       | Längd |
| ------ | ---------------------------------------- | -------------------- | ----- |
| 1      | "Follow Me Down"                         | Taylor Momsen        | 4:40  |
| 2      | "Going To Hell"                          | Momsen, Ben Phillips | 4:36  |
| 3      | "Heaven Knows"                           | Momsen, Phillips     | 3:44  |
| 4      | "House On A Hill"                        | Momsen, Phillips     | 4:39  |
| 5      | "Sweet Things"                           | Momsen, Phillips     | 5:04  |
| 6      | "Dear Sister"                            | Momsen               | 0:56  |
| 7      | Absolution                               | Momsen, Phillips     | 4:34  |
| 8      | Blame me                                 | Momsen               | 4:27  |
| 9      | Burn                                     | Momsen               | 1:48  |
| 10     | "Why'd You Bring A Shotgun To The Party" | Momsen, Phillips     | 3:20  |
| 11     | "Fucked up world"                        | Momsen, Phillips     | 4:16  |
| 12t    | "Waiting For A Friend"                   | Momsen               | 3:12  |

## Medverkande
The Pretty Reckless
- Taylor Momsen – sång
- Ben Phillips – gitarr, bakgrundssång
- Mark Damon – bas
- Jamie Perkins – trummor

Ytterligare medverkande
- Bronxville Union Free School District – bakgrundssång ("Heaven Knows")
- Jeremy Gillespie – munspel ("Waiting for a Friend")
- Daniel Hastings – fotografi
- Jenna Haze – bakgrundssång ("Follow Me Down")
- Kato Khandwala – teknik, mixning, produktion
- Ted Jensen – mastring
- Adam Larson – art direction